# Die Froschfotzenlederfabrik
Die Froschfotzenlederfabrik ist der Titel einer Textarbeit des deutschen Schriftstellers Oliver Kluck, die als Theaterstück am Wiener Burgtheater im Dezember 2011 uraufgeführt wurde. Vom SWR wurde Die Froschfotzenlederfabrik unter der Regie von Leonhard Koppelmann als Hörspiel eingerichtet.
Froschfotzenleder ist der Begriff für jenes Lederimitat, das einst in der DDR sehr beliebt war. Im Stück stellt die Fabrik Bomberjacken her, die die arbeitslose Verwandtschaft auf dem Land im Osten trägt. Froschfotzenleder nannten die Menschen in der DDR auch das Kunstleder, mit dem die Sitze ihrer Autos bespannt waren. „Die Froschfotze dient uns als Leihwort für einen minderwertigen Ersatz in ungeahnter Verwendung. Ursprünglich gedacht als Darstellung gewisser Eigenschaften, fungiert sie nun als Steigbügelhalter für unsere Geschichte, als verunglückte Allegorie auf ein glückloses Leben.“ (Oliver Kluck)

## Handlung
Das Stück handelt von einer Fabrik, die profitabel Spezialkleidung für Neonazis produziert und deren Besitzer sich nicht im Geringsten dafür schämt. Seine Tochter macht als Pornodarstellerin Karriere, während ihre Schwester darauf wartet, endlich das Erbe antreten zu können. Die Mutter vegetiert in einem miesen Krankenhaus, wo sich ein desillusionierter Arzt in ihre Pornotochter verliebt.
Die Froschfotzenlederfabrik spielt vor dem Hintergrund einer verblassenden DDR-Vergangenheit im ostdeutschen Flachland. Ein junger Arzt aus der Stadt besucht seine ostdeutsche Verwandtschaft. Sie sind für ihn „Bewohner der Ebene“; sie verhöhnen ihn als „Studiosus“ mit protzigem Auto. Er ist zur Hochzeit seines Neonazi-Cousins eingeladen. Die Tochter bringt ihre begüterte Mutter in einem kommunalen Krankenhaus unter, obwohl diese in ein Privatkrankenhaus möchte. Der Krankenhausarzt (»Bereitschaftsdienst ein Leben lang«) nimmt die Mutter auf, obwohl keine Betten mehr frei sind. Arzt und Tochter kommen sich näher. Die Tochter erzählt von ihrer Kindheit: Bevor der Vater seine Familie verließ, betrieb er eine Textilfabrik, die Kleidung für Neofaschisten herstellte. Die Tochter wurde deswegen in der Schule gehänselt, war eine Außenseiterin. Als Jugendliche von ihrem Großvater, ebenfalls ein Großindustrieller, sexuell bedrängt, löste sie sich von ihrem Elternhaus und verdiente ihr Geld als Pornodarstellerin. Die Arbeit wurde zum wichtigsten Teil ihres Lebens. Gemeinsam mit dem jungen Arzt geht die Tochter in das nun unbewohnte Haus der Mutter, verbrennt Erinnerungsstücke und wirft Möbel aus den Fenstern. Ihre Schwester kommt und da sich die beiden haben noch nie leiden können, geraten sie sich auch bei diesem Aufeinandertreffen in die Haare. Die Tochter bringe Fremde im Haus der Mutter unter, »Ziegen in der Garage, offenes Feuer im Garten und Kinder mit Bart / auch kleine Kopftuchmädchen«, berichtet die Schwester der Mutter im Krankenhaus.

Die Beschreibung des Verfalls einer Familie weitet sich schnell zu einem breiten gesellschaftlichen Panorama, vor dessen Hintergrund bürgerliche Selbstgefälligkeit und die Scheinheiligkeit von Debatten um Political Correctness oder bedingungsloses Grundeinkommen entlarvt werden.